# Gerald Frank Anderson
Gerald Frank Anderson (Newcastle, 23 febbraio 1898 – Hove, 23 agosto 1983) è stato un compositore di scacchi e diplomatico britannico.

## Biografia
Nato in Sudafrica, si trasferì da giovane in Inghilterra, stabilendosi a Stroud, nel Gloucestershire. Partecipò alla prima guerra mondiale come pilota di aerei della RAF. Si distinse per la grande abilità e coraggio e contribuì all'abbattimento di otto aerei nemici. Per la vittoria in un combattimento aereo del 30 ottobre 1918, durante il quale restò ferito, nel 1919 gli fu assegnata la Distinguished Flying Cross.
Nel 1953 diventò un funzionario del Foreign Office e fu assegnato come addetto diplomatico nelle ambasciate britanniche di Parigi, Madrid, Lisbona, Teheran, Roma e Washington. Nel 1959, mentre era secondo segretario dell'ambasciata britannica a Washington, gli fu assegnata l'onorificenza dell'Ordine dell'Impero Britannico.
Compose circa 500 problemi in due o tre mosse, diretti, inversi e bizzarrie, molti dei quali sono considerati dei classici. Partecipò a diversi concorsi problemistici, ottenendo molti premi e riconoscimenti. Pubblicò una raccolta di suoi problemi nel libro Adventures of my Chessmen 1914-1923 (Stroud, 1924) e una quarantina di problemi Kriegspiel nel libro Are there any? (Stroud, 1958).
Giocò una partita contro Aleksandr Alechin a Lisbona nel 1946, considerata l'ultima giocata da Alechin.
Nel 1960 la FIDE lo nominò Giudice internazionale per la composizione.

## Un problema di G. F. Anderson
Questo problema realizza il tema Schiffmann, con duale evitato e controscacco.
|   | a | b | c | d | e | f | g | h |   |
| 8 | c8 cavallo del nero · h8 alfiere del bianco · d7 donna del bianco · e7 pedone del bianco · f7 pedone del nero · a6 alfiere del nero · b6 alfiere del nero · c6 pedone del nero · e6 cavallo del bianco · g6 pedone del nero · c5 torre del bianco · d5 pedone del bianco · f5 re del nero · g5 pedone del bianco · h5 torre del nero · d4 torre del nero · f4 pedone del bianco · d3 cavallo del bianco · h3 pedone del bianco · d2 pedone del bianco · b1 alfiere del bianco · d1 cavallo del nero · f1 torre del bianco · g1 re del bianco | c8 cavallo del nero · h8 alfiere del bianco · d7 donna del bianco · e7 pedone del bianco · f7 pedone del nero · a6 alfiere del nero · b6 alfiere del nero · c6 pedone del nero · e6 cavallo del bianco · g6 pedone del nero · c5 torre del bianco · d5 pedone del bianco · f5 re del nero · g5 pedone del bianco · h5 torre del nero · d4 torre del nero · f4 pedone del bianco · d3 cavallo del bianco · h3 pedone del bianco · d2 pedone del bianco · b1 alfiere del bianco · d1 cavallo del nero · f1 torre del bianco · g1 re del bianco | c8 cavallo del nero · h8 alfiere del bianco · d7 donna del bianco · e7 pedone del bianco · f7 pedone del nero · a6 alfiere del nero · b6 alfiere del nero · c6 pedone del nero · e6 cavallo del bianco · g6 pedone del nero · c5 torre del bianco · d5 pedone del bianco · f5 re del nero · g5 pedone del bianco · h5 torre del nero · d4 torre del nero · f4 pedone del bianco · d3 cavallo del bianco · h3 pedone del bianco · d2 pedone del bianco · b1 alfiere del bianco · d1 cavallo del nero · f1 torre del bianco · g1 re del bianco | c8 cavallo del nero · h8 alfiere del bianco · d7 donna del bianco · e7 pedone del bianco · f7 pedone del nero · a6 alfiere del nero · b6 alfiere del nero · c6 pedone del nero · e6 cavallo del bianco · g6 pedone del nero · c5 torre del bianco · d5 pedone del bianco · f5 re del nero · g5 pedone del bianco · h5 torre del nero · d4 torre del nero · f4 pedone del bianco · d3 cavallo del bianco · h3 pedone del bianco · d2 pedone del bianco · b1 alfiere del bianco · d1 cavallo del nero · f1 torre del bianco · g1 re del bianco | c8 cavallo del nero · h8 alfiere del bianco · d7 donna del bianco · e7 pedone del bianco · f7 pedone del nero · a6 alfiere del nero · b6 alfiere del nero · c6 pedone del nero · e6 cavallo del bianco · g6 pedone del nero · c5 torre del bianco · d5 pedone del bianco · f5 re del nero · g5 pedone del bianco · h5 torre del nero · d4 torre del nero · f4 pedone del bianco · d3 cavallo del bianco · h3 pedone del bianco · d2 pedone del bianco · b1 alfiere del bianco · d1 cavallo del nero · f1 torre del bianco · g1 re del bianco | c8 cavallo del nero · h8 alfiere del bianco · d7 donna del bianco · e7 pedone del bianco · f7 pedone del nero · a6 alfiere del nero · b6 alfiere del nero · c6 pedone del nero · e6 cavallo del bianco · g6 pedone del nero · c5 torre del bianco · d5 pedone del bianco · f5 re del nero · g5 pedone del bianco · h5 torre del nero · d4 torre del nero · f4 pedone del bianco · d3 cavallo del bianco · h3 pedone del bianco · d2 pedone del bianco · b1 alfiere del bianco · d1 cavallo del nero · f1 torre del bianco · g1 re del bianco | c8 cavallo del nero · h8 alfiere del bianco · d7 donna del bianco · e7 pedone del bianco · f7 pedone del nero · a6 alfiere del nero · b6 alfiere del nero · c6 pedone del nero · e6 cavallo del bianco · g6 pedone del nero · c5 torre del bianco · d5 pedone del bianco · f5 re del nero · g5 pedone del bianco · h5 torre del nero · d4 torre del nero · f4 pedone del bianco · d3 cavallo del bianco · h3 pedone del bianco · d2 pedone del bianco · b1 alfiere del bianco · d1 cavallo del nero · f1 torre del bianco · g1 re del bianco | c8 cavallo del nero · h8 alfiere del bianco · d7 donna del bianco · e7 pedone del bianco · f7 pedone del nero · a6 alfiere del nero · b6 alfiere del nero · c6 pedone del nero · e6 cavallo del bianco · g6 pedone del nero · c5 torre del bianco · d5 pedone del bianco · f5 re del nero · g5 pedone del bianco · h5 torre del nero · d4 torre del nero · f4 pedone del bianco · d3 cavallo del bianco · h3 pedone del bianco · d2 pedone del bianco · b1 alfiere del bianco · d1 cavallo del nero · f1 torre del bianco · g1 re del bianco | 8 |
| 7 | c8 cavallo del nero · h8 alfiere del bianco · d7 donna del bianco · e7 pedone del bianco · f7 pedone del nero · a6 alfiere del nero · b6 alfiere del nero · c6 pedone del nero · e6 cavallo del bianco · g6 pedone del nero · c5 torre del bianco · d5 pedone del bianco · f5 re del nero · g5 pedone del bianco · h5 torre del nero · d4 torre del nero · f4 pedone del bianco · d3 cavallo del bianco · h3 pedone del bianco · d2 pedone del bianco · b1 alfiere del bianco · d1 cavallo del nero · f1 torre del bianco · g1 re del bianco | c8 cavallo del nero · h8 alfiere del bianco · d7 donna del bianco · e7 pedone del bianco · f7 pedone del nero · a6 alfiere del nero · b6 alfiere del nero · c6 pedone del nero · e6 cavallo del bianco · g6 pedone del nero · c5 torre del bianco · d5 pedone del bianco · f5 re del nero · g5 pedone del bianco · h5 torre del nero · d4 torre del nero · f4 pedone del bianco · d3 cavallo del bianco · h3 pedone del bianco · d2 pedone del bianco · b1 alfiere del bianco · d1 cavallo del nero · f1 torre del bianco · g1 re del bianco | c8 cavallo del nero · h8 alfiere del bianco · d7 donna del bianco · e7 pedone del bianco · f7 pedone del nero · a6 alfiere del nero · b6 alfiere del nero · c6 pedone del nero · e6 cavallo del bianco · g6 pedone del nero · c5 torre del bianco · d5 pedone del bianco · f5 re del nero · g5 pedone del bianco · h5 torre del nero · d4 torre del nero · f4 pedone del bianco · d3 cavallo del bianco · h3 pedone del bianco · d2 pedone del bianco · b1 alfiere del bianco · d1 cavallo del nero · f1 torre del bianco · g1 re del bianco | c8 cavallo del nero · h8 alfiere del bianco · d7 donna del bianco · e7 pedone del bianco · f7 pedone del nero · a6 alfiere del nero · b6 alfiere del nero · c6 pedone del nero · e6 cavallo del bianco · g6 pedone del nero · c5 torre del bianco · d5 pedone del bianco · f5 re del nero · g5 pedone del bianco · h5 torre del nero · d4 torre del nero · f4 pedone del bianco · d3 cavallo del bianco · h3 pedone del bianco · d2 pedone del bianco · b1 alfiere del bianco · d1 cavallo del nero · f1 torre del bianco · g1 re del bianco | c8 cavallo del nero · h8 alfiere del bianco · d7 donna del bianco · e7 pedone del bianco · f7 pedone del nero · a6 alfiere del nero · b6 alfiere del nero · c6 pedone del nero · e6 cavallo del bianco · g6 pedone del nero · c5 torre del bianco · d5 pedone del bianco · f5 re del nero · g5 pedone del bianco · h5 torre del nero · d4 torre del nero · f4 pedone del bianco · d3 cavallo del bianco · h3 pedone del bianco · d2 pedone del bianco · b1 alfiere del bianco · d1 cavallo del nero · f1 torre del bianco · g1 re del bianco | c8 cavallo del nero · h8 alfiere del bianco · d7 donna del bianco · e7 pedone del bianco · f7 pedone del nero · a6 alfiere del nero · b6 alfiere del nero · c6 pedone del nero · e6 cavallo del bianco · g6 pedone del nero · c5 torre del bianco · d5 pedone del bianco · f5 re del nero · g5 pedone del bianco · h5 torre del nero · d4 torre del nero · f4 pedone del bianco · d3 cavallo del bianco · h3 pedone del bianco · d2 pedone del bianco · b1 alfiere del bianco · d1 cavallo del nero · f1 torre del bianco · g1 re del bianco | c8 cavallo del nero · h8 alfiere del bianco · d7 donna del bianco · e7 pedone del bianco · f7 pedone del nero · a6 alfiere del nero · b6 alfiere del nero · c6 pedone del nero · e6 cavallo del bianco · g6 pedone del nero · c5 torre del bianco · d5 pedone del bianco · f5 re del nero · g5 pedone del bianco · h5 torre del nero · d4 torre del nero · f4 pedone del bianco · d3 cavallo del bianco · h3 pedone del bianco · d2 pedone del bianco · b1 alfiere del bianco · d1 cavallo del nero · f1 torre del bianco · g1 re del bianco | c8 cavallo del nero · h8 alfiere del bianco · d7 donna del bianco · e7 pedone del bianco · f7 pedone del nero · a6 alfiere del nero · b6 alfiere del nero · c6 pedone del nero · e6 cavallo del bianco · g6 pedone del nero · c5 torre del bianco · d5 pedone del bianco · f5 re del nero · g5 pedone del bianco · h5 torre del nero · d4 torre del nero · f4 pedone del bianco · d3 cavallo del bianco · h3 pedone del bianco · d2 pedone del bianco · b1 alfiere del bianco · d1 cavallo del nero · f1 torre del bianco · g1 re del bianco | 7 |
| 6 | c8 cavallo del nero · h8 alfiere del bianco · d7 donna del bianco · e7 pedone del bianco · f7 pedone del nero · a6 alfiere del nero · b6 alfiere del nero · c6 pedone del nero · e6 cavallo del bianco · g6 pedone del nero · c5 torre del bianco · d5 pedone del bianco · f5 re del nero · g5 pedone del bianco · h5 torre del nero · d4 torre del nero · f4 pedone del bianco · d3 cavallo del bianco · h3 pedone del bianco · d2 pedone del bianco · b1 alfiere del bianco · d1 cavallo del nero · f1 torre del bianco · g1 re del bianco | c8 cavallo del nero · h8 alfiere del bianco · d7 donna del bianco · e7 pedone del bianco · f7 pedone del nero · a6 alfiere del nero · b6 alfiere del nero · c6 pedone del nero · e6 cavallo del bianco · g6 pedone del nero · c5 torre del bianco · d5 pedone del bianco · f5 re del nero · g5 pedone del bianco · h5 torre del nero · d4 torre del nero · f4 pedone del bianco · d3 cavallo del bianco · h3 pedone del bianco · d2 pedone del bianco · b1 alfiere del bianco · d1 cavallo del nero · f1 torre del bianco · g1 re del bianco | c8 cavallo del nero · h8 alfiere del bianco · d7 donna del bianco · e7 pedone del bianco · f7 pedone del nero · a6 alfiere del nero · b6 alfiere del nero · c6 pedone del nero · e6 cavallo del bianco · g6 pedone del nero · c5 torre del bianco · d5 pedone del bianco · f5 re del nero · g5 pedone del bianco · h5 torre del nero · d4 torre del nero · f4 pedone del bianco · d3 cavallo del bianco · h3 pedone del bianco · d2 pedone del bianco · b1 alfiere del bianco · d1 cavallo del nero · f1 torre del bianco · g1 re del bianco | c8 cavallo del nero · h8 alfiere del bianco · d7 donna del bianco · e7 pedone del bianco · f7 pedone del nero · a6 alfiere del nero · b6 alfiere del nero · c6 pedone del nero · e6 cavallo del bianco · g6 pedone del nero · c5 torre del bianco · d5 pedone del bianco · f5 re del nero · g5 pedone del bianco · h5 torre del nero · d4 torre del nero · f4 pedone del bianco · d3 cavallo del bianco · h3 pedone del bianco · d2 pedone del bianco · b1 alfiere del bianco · d1 cavallo del nero · f1 torre del bianco · g1 re del bianco | c8 cavallo del nero · h8 alfiere del bianco · d7 donna del bianco · e7 pedone del bianco · f7 pedone del nero · a6 alfiere del nero · b6 alfiere del nero · c6 pedone del nero · e6 cavallo del bianco · g6 pedone del nero · c5 torre del bianco · d5 pedone del bianco · f5 re del nero · g5 pedone del bianco · h5 torre del nero · d4 torre del nero · f4 pedone del bianco · d3 cavallo del bianco · h3 pedone del bianco · d2 pedone del bianco · b1 alfiere del bianco · d1 cavallo del nero · f1 torre del bianco · g1 re del bianco | c8 cavallo del nero · h8 alfiere del bianco · d7 donna del bianco · e7 pedone del bianco · f7 pedone del nero · a6 alfiere del nero · b6 alfiere del nero · c6 pedone del nero · e6 cavallo del bianco · g6 pedone del nero · c5 torre del bianco · d5 pedone del bianco · f5 re del nero · g5 pedone del bianco · h5 torre del nero · d4 torre del nero · f4 pedone del bianco · d3 cavallo del bianco · h3 pedone del bianco · d2 pedone del bianco · b1 alfiere del bianco · d1 cavallo del nero · f1 torre del bianco · g1 re del bianco | c8 cavallo del nero · h8 alfiere del bianco · d7 donna del bianco · e7 pedone del bianco · f7 pedone del nero · a6 alfiere del nero · b6 alfiere del nero · c6 pedone del nero · e6 cavallo del bianco · g6 pedone del nero · c5 torre del bianco · d5 pedone del bianco · f5 re del nero · g5 pedone del bianco · h5 torre del nero · d4 torre del nero · f4 pedone del bianco · d3 cavallo del bianco · h3 pedone del bianco · d2 pedone del bianco · b1 alfiere del bianco · d1 cavallo del nero · f1 torre del bianco · g1 re del bianco | c8 cavallo del nero · h8 alfiere del bianco · d7 donna del bianco · e7 pedone del bianco · f7 pedone del nero · a6 alfiere del nero · b6 alfiere del nero · c6 pedone del nero · e6 cavallo del bianco · g6 pedone del nero · c5 torre del bianco · d5 pedone del bianco · f5 re del nero · g5 pedone del bianco · h5 torre del nero · d4 torre del nero · f4 pedone del bianco · d3 cavallo del bianco · h3 pedone del bianco · d2 pedone del bianco · b1 alfiere del bianco · d1 cavallo del nero · f1 torre del bianco · g1 re del bianco | 6 |
| 5 | c8 cavallo del nero · h8 alfiere del bianco · d7 donna del bianco · e7 pedone del bianco · f7 pedone del nero · a6 alfiere del nero · b6 alfiere del nero · c6 pedone del nero · e6 cavallo del bianco · g6 pedone del nero · c5 torre del bianco · d5 pedone del bianco · f5 re del nero · g5 pedone del bianco · h5 torre del nero · d4 torre del nero · f4 pedone del bianco · d3 cavallo del bianco · h3 pedone del bianco · d2 pedone del bianco · b1 alfiere del bianco · d1 cavallo del nero · f1 torre del bianco · g1 re del bianco | c8 cavallo del nero · h8 alfiere del bianco · d7 donna del bianco · e7 pedone del bianco · f7 pedone del nero · a6 alfiere del nero · b6 alfiere del nero · c6 pedone del nero · e6 cavallo del bianco · g6 pedone del nero · c5 torre del bianco · d5 pedone del bianco · f5 re del nero · g5 pedone del bianco · h5 torre del nero · d4 torre del nero · f4 pedone del bianco · d3 cavallo del bianco · h3 pedone del bianco · d2 pedone del bianco · b1 alfiere del bianco · d1 cavallo del nero · f1 torre del bianco · g1 re del bianco | c8 cavallo del nero · h8 alfiere del bianco · d7 donna del bianco · e7 pedone del bianco · f7 pedone del nero · a6 alfiere del nero · b6 alfiere del nero · c6 pedone del nero · e6 cavallo del bianco · g6 pedone del nero · c5 torre del bianco · d5 pedone del bianco · f5 re del nero · g5 pedone del bianco · h5 torre del nero · d4 torre del nero · f4 pedone del bianco · d3 cavallo del bianco · h3 pedone del bianco · d2 pedone del bianco · b1 alfiere del bianco · d1 cavallo del nero · f1 torre del bianco · g1 re del bianco | c8 cavallo del nero · h8 alfiere del bianco · d7 donna del bianco · e7 pedone del bianco · f7 pedone del nero · a6 alfiere del nero · b6 alfiere del nero · c6 pedone del nero · e6 cavallo del bianco · g6 pedone del nero · c5 torre del bianco · d5 pedone del bianco · f5 re del nero · g5 pedone del bianco · h5 torre del nero · d4 torre del nero · f4 pedone del bianco · d3 cavallo del bianco · h3 pedone del bianco · d2 pedone del bianco · b1 alfiere del bianco · d1 cavallo del nero · f1 torre del bianco · g1 re del bianco | c8 cavallo del nero · h8 alfiere del bianco · d7 donna del bianco · e7 pedone del bianco · f7 pedone del nero · a6 alfiere del nero · b6 alfiere del nero · c6 pedone del nero · e6 cavallo del bianco · g6 pedone del nero · c5 torre del bianco · d5 pedone del bianco · f5 re del nero · g5 pedone del bianco · h5 torre del nero · d4 torre del nero · f4 pedone del bianco · d3 cavallo del bianco · h3 pedone del bianco · d2 pedone del bianco · b1 alfiere del bianco · d1 cavallo del nero · f1 torre del bianco · g1 re del bianco | c8 cavallo del nero · h8 alfiere del bianco · d7 donna del bianco · e7 pedone del bianco · f7 pedone del nero · a6 alfiere del nero · b6 alfiere del nero · c6 pedone del nero · e6 cavallo del bianco · g6 pedone del nero · c5 torre del bianco · d5 pedone del bianco · f5 re del nero · g5 pedone del bianco · h5 torre del nero · d4 torre del nero · f4 pedone del bianco · d3 cavallo del bianco · h3 pedone del bianco · d2 pedone del bianco · b1 alfiere del bianco · d1 cavallo del nero · f1 torre del bianco · g1 re del bianco | c8 cavallo del nero · h8 alfiere del bianco · d7 donna del bianco · e7 pedone del bianco · f7 pedone del nero · a6 alfiere del nero · b6 alfiere del nero · c6 pedone del nero · e6 cavallo del bianco · g6 pedone del nero · c5 torre del bianco · d5 pedone del bianco · f5 re del nero · g5 pedone del bianco · h5 torre del nero · d4 torre del nero · f4 pedone del bianco · d3 cavallo del bianco · h3 pedone del bianco · d2 pedone del bianco · b1 alfiere del bianco · d1 cavallo del nero · f1 torre del bianco · g1 re del bianco | c8 cavallo del nero · h8 alfiere del bianco · d7 donna del bianco · e7 pedone del bianco · f7 pedone del nero · a6 alfiere del nero · b6 alfiere del nero · c6 pedone del nero · e6 cavallo del bianco · g6 pedone del nero · c5 torre del bianco · d5 pedone del bianco · f5 re del nero · g5 pedone del bianco · h5 torre del nero · d4 torre del nero · f4 pedone del bianco · d3 cavallo del bianco · h3 pedone del bianco · d2 pedone del bianco · b1 alfiere del bianco · d1 cavallo del nero · f1 torre del bianco · g1 re del bianco | 5 |
| 4 | c8 cavallo del nero · h8 alfiere del bianco · d7 donna del bianco · e7 pedone del bianco · f7 pedone del nero · a6 alfiere del nero · b6 alfiere del nero · c6 pedone del nero · e6 cavallo del bianco · g6 pedone del nero · c5 torre del bianco · d5 pedone del bianco · f5 re del nero · g5 pedone del bianco · h5 torre del nero · d4 torre del nero · f4 pedone del bianco · d3 cavallo del bianco · h3 pedone del bianco · d2 pedone del bianco · b1 alfiere del bianco · d1 cavallo del nero · f1 torre del bianco · g1 re del bianco | c8 cavallo del nero · h8 alfiere del bianco · d7 donna del bianco · e7 pedone del bianco · f7 pedone del nero · a6 alfiere del nero · b6 alfiere del nero · c6 pedone del nero · e6 cavallo del bianco · g6 pedone del nero · c5 torre del bianco · d5 pedone del bianco · f5 re del nero · g5 pedone del bianco · h5 torre del nero · d4 torre del nero · f4 pedone del bianco · d3 cavallo del bianco · h3 pedone del bianco · d2 pedone del bianco · b1 alfiere del bianco · d1 cavallo del nero · f1 torre del bianco · g1 re del bianco | c8 cavallo del nero · h8 alfiere del bianco · d7 donna del bianco · e7 pedone del bianco · f7 pedone del nero · a6 alfiere del nero · b6 alfiere del nero · c6 pedone del nero · e6 cavallo del bianco · g6 pedone del nero · c5 torre del bianco · d5 pedone del bianco · f5 re del nero · g5 pedone del bianco · h5 torre del nero · d4 torre del nero · f4 pedone del bianco · d3 cavallo del bianco · h3 pedone del bianco · d2 pedone del bianco · b1 alfiere del bianco · d1 cavallo del nero · f1 torre del bianco · g1 re del bianco | c8 cavallo del nero · h8 alfiere del bianco · d7 donna del bianco · e7 pedone del bianco · f7 pedone del nero · a6 alfiere del nero · b6 alfiere del nero · c6 pedone del nero · e6 cavallo del bianco · g6 pedone del nero · c5 torre del bianco · d5 pedone del bianco · f5 re del nero · g5 pedone del bianco · h5 torre del nero · d4 torre del nero · f4 pedone del bianco · d3 cavallo del bianco · h3 pedone del bianco · d2 pedone del bianco · b1 alfiere del bianco · d1 cavallo del nero · f1 torre del bianco · g1 re del bianco | c8 cavallo del nero · h8 alfiere del bianco · d7 donna del bianco · e7 pedone del bianco · f7 pedone del nero · a6 alfiere del nero · b6 alfiere del nero · c6 pedone del nero · e6 cavallo del bianco · g6 pedone del nero · c5 torre del bianco · d5 pedone del bianco · f5 re del nero · g5 pedone del bianco · h5 torre del nero · d4 torre del nero · f4 pedone del bianco · d3 cavallo del bianco · h3 pedone del bianco · d2 pedone del bianco · b1 alfiere del bianco · d1 cavallo del nero · f1 torre del bianco · g1 re del bianco | c8 cavallo del nero · h8 alfiere del bianco · d7 donna del bianco · e7 pedone del bianco · f7 pedone del nero · a6 alfiere del nero · b6 alfiere del nero · c6 pedone del nero · e6 cavallo del bianco · g6 pedone del nero · c5 torre del bianco · d5 pedone del bianco · f5 re del nero · g5 pedone del bianco · h5 torre del nero · d4 torre del nero · f4 pedone del bianco · d3 cavallo del bianco · h3 pedone del bianco · d2 pedone del bianco · b1 alfiere del bianco · d1 cavallo del nero · f1 torre del bianco · g1 re del bianco | c8 cavallo del nero · h8 alfiere del bianco · d7 donna del bianco · e7 pedone del bianco · f7 pedone del nero · a6 alfiere del nero · b6 alfiere del nero · c6 pedone del nero · e6 cavallo del bianco · g6 pedone del nero · c5 torre del bianco · d5 pedone del bianco · f5 re del nero · g5 pedone del bianco · h5 torre del nero · d4 torre del nero · f4 pedone del bianco · d3 cavallo del bianco · h3 pedone del bianco · d2 pedone del bianco · b1 alfiere del bianco · d1 cavallo del nero · f1 torre del bianco · g1 re del bianco | c8 cavallo del nero · h8 alfiere del bianco · d7 donna del bianco · e7 pedone del bianco · f7 pedone del nero · a6 alfiere del nero · b6 alfiere del nero · c6 pedone del nero · e6 cavallo del bianco · g6 pedone del nero · c5 torre del bianco · d5 pedone del bianco · f5 re del nero · g5 pedone del bianco · h5 torre del nero · d4 torre del nero · f4 pedone del bianco · d3 cavallo del bianco · h3 pedone del bianco · d2 pedone del bianco · b1 alfiere del bianco · d1 cavallo del nero · f1 torre del bianco · g1 re del bianco | 4 |
| 3 | c8 cavallo del nero · h8 alfiere del bianco · d7 donna del bianco · e7 pedone del bianco · f7 pedone del nero · a6 alfiere del nero · b6 alfiere del nero · c6 pedone del nero · e6 cavallo del bianco · g6 pedone del nero · c5 torre del bianco · d5 pedone del bianco · f5 re del nero · g5 pedone del bianco · h5 torre del nero · d4 torre del nero · f4 pedone del bianco · d3 cavallo del bianco · h3 pedone del bianco · d2 pedone del bianco · b1 alfiere del bianco · d1 cavallo del nero · f1 torre del bianco · g1 re del bianco | c8 cavallo del nero · h8 alfiere del bianco · d7 donna del bianco · e7 pedone del bianco · f7 pedone del nero · a6 alfiere del nero · b6 alfiere del nero · c6 pedone del nero · e6 cavallo del bianco · g6 pedone del nero · c5 torre del bianco · d5 pedone del bianco · f5 re del nero · g5 pedone del bianco · h5 torre del nero · d4 torre del nero · f4 pedone del bianco · d3 cavallo del bianco · h3 pedone del bianco · d2 pedone del bianco · b1 alfiere del bianco · d1 cavallo del nero · f1 torre del bianco · g1 re del bianco | c8 cavallo del nero · h8 alfiere del bianco · d7 donna del bianco · e7 pedone del bianco · f7 pedone del nero · a6 alfiere del nero · b6 alfiere del nero · c6 pedone del nero · e6 cavallo del bianco · g6 pedone del nero · c5 torre del bianco · d5 pedone del bianco · f5 re del nero · g5 pedone del bianco · h5 torre del nero · d4 torre del nero · f4 pedone del bianco · d3 cavallo del bianco · h3 pedone del bianco · d2 pedone del bianco · b1 alfiere del bianco · d1 cavallo del nero · f1 torre del bianco · g1 re del bianco | c8 cavallo del nero · h8 alfiere del bianco · d7 donna del bianco · e7 pedone del bianco · f7 pedone del nero · a6 alfiere del nero · b6 alfiere del nero · c6 pedone del nero · e6 cavallo del bianco · g6 pedone del nero · c5 torre del bianco · d5 pedone del bianco · f5 re del nero · g5 pedone del bianco · h5 torre del nero · d4 torre del nero · f4 pedone del bianco · d3 cavallo del bianco · h3 pedone del bianco · d2 pedone del bianco · b1 alfiere del bianco · d1 cavallo del nero · f1 torre del bianco · g1 re del bianco | c8 cavallo del nero · h8 alfiere del bianco · d7 donna del bianco · e7 pedone del bianco · f7 pedone del nero · a6 alfiere del nero · b6 alfiere del nero · c6 pedone del nero · e6 cavallo del bianco · g6 pedone del nero · c5 torre del bianco · d5 pedone del bianco · f5 re del nero · g5 pedone del bianco · h5 torre del nero · d4 torre del nero · f4 pedone del bianco · d3 cavallo del bianco · h3 pedone del bianco · d2 pedone del bianco · b1 alfiere del bianco · d1 cavallo del nero · f1 torre del bianco · g1 re del bianco | c8 cavallo del nero · h8 alfiere del bianco · d7 donna del bianco · e7 pedone del bianco · f7 pedone del nero · a6 alfiere del nero · b6 alfiere del nero · c6 pedone del nero · e6 cavallo del bianco · g6 pedone del nero · c5 torre del bianco · d5 pedone del bianco · f5 re del nero · g5 pedone del bianco · h5 torre del nero · d4 torre del nero · f4 pedone del bianco · d3 cavallo del bianco · h3 pedone del bianco · d2 pedone del bianco · b1 alfiere del bianco · d1 cavallo del nero · f1 torre del bianco · g1 re del bianco | c8 cavallo del nero · h8 alfiere del bianco · d7 donna del bianco · e7 pedone del bianco · f7 pedone del nero · a6 alfiere del nero · b6 alfiere del nero · c6 pedone del nero · e6 cavallo del bianco · g6 pedone del nero · c5 torre del bianco · d5 pedone del bianco · f5 re del nero · g5 pedone del bianco · h5 torre del nero · d4 torre del nero · f4 pedone del bianco · d3 cavallo del bianco · h3 pedone del bianco · d2 pedone del bianco · b1 alfiere del bianco · d1 cavallo del nero · f1 torre del bianco · g1 re del bianco | c8 cavallo del nero · h8 alfiere del bianco · d7 donna del bianco · e7 pedone del bianco · f7 pedone del nero · a6 alfiere del nero · b6 alfiere del nero · c6 pedone del nero · e6 cavallo del bianco · g6 pedone del nero · c5 torre del bianco · d5 pedone del bianco · f5 re del nero · g5 pedone del bianco · h5 torre del nero · d4 torre del nero · f4 pedone del bianco · d3 cavallo del bianco · h3 pedone del bianco · d2 pedone del bianco · b1 alfiere del bianco · d1 cavallo del nero · f1 torre del bianco · g1 re del bianco | 3 |
| 2 | c8 cavallo del nero · h8 alfiere del bianco · d7 donna del bianco · e7 pedone del bianco · f7 pedone del nero · a6 alfiere del nero · b6 alfiere del nero · c6 pedone del nero · e6 cavallo del bianco · g6 pedone del nero · c5 torre del bianco · d5 pedone del bianco · f5 re del nero · g5 pedone del bianco · h5 torre del nero · d4 torre del nero · f4 pedone del bianco · d3 cavallo del bianco · h3 pedone del bianco · d2 pedone del bianco · b1 alfiere del bianco · d1 cavallo del nero · f1 torre del bianco · g1 re del bianco | c8 cavallo del nero · h8 alfiere del bianco · d7 donna del bianco · e7 pedone del bianco · f7 pedone del nero · a6 alfiere del nero · b6 alfiere del nero · c6 pedone del nero · e6 cavallo del bianco · g6 pedone del nero · c5 torre del bianco · d5 pedone del bianco · f5 re del nero · g5 pedone del bianco · h5 torre del nero · d4 torre del nero · f4 pedone del bianco · d3 cavallo del bianco · h3 pedone del bianco · d2 pedone del bianco · b1 alfiere del bianco · d1 cavallo del nero · f1 torre del bianco · g1 re del bianco | c8 cavallo del nero · h8 alfiere del bianco · d7 donna del bianco · e7 pedone del bianco · f7 pedone del nero · a6 alfiere del nero · b6 alfiere del nero · c6 pedone del nero · e6 cavallo del bianco · g6 pedone del nero · c5 torre del bianco · d5 pedone del bianco · f5 re del nero · g5 pedone del bianco · h5 torre del nero · d4 torre del nero · f4 pedone del bianco · d3 cavallo del bianco · h3 pedone del bianco · d2 pedone del bianco · b1 alfiere del bianco · d1 cavallo del nero · f1 torre del bianco · g1 re del bianco | c8 cavallo del nero · h8 alfiere del bianco · d7 donna del bianco · e7 pedone del bianco · f7 pedone del nero · a6 alfiere del nero · b6 alfiere del nero · c6 pedone del nero · e6 cavallo del bianco · g6 pedone del nero · c5 torre del bianco · d5 pedone del bianco · f5 re del nero · g5 pedone del bianco · h5 torre del nero · d4 torre del nero · f4 pedone del bianco · d3 cavallo del bianco · h3 pedone del bianco · d2 pedone del bianco · b1 alfiere del bianco · d1 cavallo del nero · f1 torre del bianco · g1 re del bianco | c8 cavallo del nero · h8 alfiere del bianco · d7 donna del bianco · e7 pedone del bianco · f7 pedone del nero · a6 alfiere del nero · b6 alfiere del nero · c6 pedone del nero · e6 cavallo del bianco · g6 pedone del nero · c5 torre del bianco · d5 pedone del bianco · f5 re del nero · g5 pedone del bianco · h5 torre del nero · d4 torre del nero · f4 pedone del bianco · d3 cavallo del bianco · h3 pedone del bianco · d2 pedone del bianco · b1 alfiere del bianco · d1 cavallo del nero · f1 torre del bianco · g1 re del bianco | c8 cavallo del nero · h8 alfiere del bianco · d7 donna del bianco · e7 pedone del bianco · f7 pedone del nero · a6 alfiere del nero · b6 alfiere del nero · c6 pedone del nero · e6 cavallo del bianco · g6 pedone del nero · c5 torre del bianco · d5 pedone del bianco · f5 re del nero · g5 pedone del bianco · h5 torre del nero · d4 torre del nero · f4 pedone del bianco · d3 cavallo del bianco · h3 pedone del bianco · d2 pedone del bianco · b1 alfiere del bianco · d1 cavallo del nero · f1 torre del bianco · g1 re del bianco | c8 cavallo del nero · h8 alfiere del bianco · d7 donna del bianco · e7 pedone del bianco · f7 pedone del nero · a6 alfiere del nero · b6 alfiere del nero · c6 pedone del nero · e6 cavallo del bianco · g6 pedone del nero · c5 torre del bianco · d5 pedone del bianco · f5 re del nero · g5 pedone del bianco · h5 torre del nero · d4 torre del nero · f4 pedone del bianco · d3 cavallo del bianco · h3 pedone del bianco · d2 pedone del bianco · b1 alfiere del bianco · d1 cavallo del nero · f1 torre del bianco · g1 re del bianco | c8 cavallo del nero · h8 alfiere del bianco · d7 donna del bianco · e7 pedone del bianco · f7 pedone del nero · a6 alfiere del nero · b6 alfiere del nero · c6 pedone del nero · e6 cavallo del bianco · g6 pedone del nero · c5 torre del bianco · d5 pedone del bianco · f5 re del nero · g5 pedone del bianco · h5 torre del nero · d4 torre del nero · f4 pedone del bianco · d3 cavallo del bianco · h3 pedone del bianco · d2 pedone del bianco · b1 alfiere del bianco · d1 cavallo del nero · f1 torre del bianco · g1 re del bianco | 2 |
| 1 | c8 cavallo del nero · h8 alfiere del bianco · d7 donna del bianco · e7 pedone del bianco · f7 pedone del nero · a6 alfiere del nero · b6 alfiere del nero · c6 pedone del nero · e6 cavallo del bianco · g6 pedone del nero · c5 torre del bianco · d5 pedone del bianco · f5 re del nero · g5 pedone del bianco · h5 torre del nero · d4 torre del nero · f4 pedone del bianco · d3 cavallo del bianco · h3 pedone del bianco · d2 pedone del bianco · b1 alfiere del bianco · d1 cavallo del nero · f1 torre del bianco · g1 re del bianco | c8 cavallo del nero · h8 alfiere del bianco · d7 donna del bianco · e7 pedone del bianco · f7 pedone del nero · a6 alfiere del nero · b6 alfiere del nero · c6 pedone del nero · e6 cavallo del bianco · g6 pedone del nero · c5 torre del bianco · d5 pedone del bianco · f5 re del nero · g5 pedone del bianco · h5 torre del nero · d4 torre del nero · f4 pedone del bianco · d3 cavallo del bianco · h3 pedone del bianco · d2 pedone del bianco · b1 alfiere del bianco · d1 cavallo del nero · f1 torre del bianco · g1 re del bianco | c8 cavallo del nero · h8 alfiere del bianco · d7 donna del bianco · e7 pedone del bianco · f7 pedone del nero · a6 alfiere del nero · b6 alfiere del nero · c6 pedone del nero · e6 cavallo del bianco · g6 pedone del nero · c5 torre del bianco · d5 pedone del bianco · f5 re del nero · g5 pedone del bianco · h5 torre del nero · d4 torre del nero · f4 pedone del bianco · d3 cavallo del bianco · h3 pedone del bianco · d2 pedone del bianco · b1 alfiere del bianco · d1 cavallo del nero · f1 torre del bianco · g1 re del bianco | c8 cavallo del nero · h8 alfiere del bianco · d7 donna del bianco · e7 pedone del bianco · f7 pedone del nero · a6 alfiere del nero · b6 alfiere del nero · c6 pedone del nero · e6 cavallo del bianco · g6 pedone del nero · c5 torre del bianco · d5 pedone del bianco · f5 re del nero · g5 pedone del bianco · h5 torre del nero · d4 torre del nero · f4 pedone del bianco · d3 cavallo del bianco · h3 pedone del bianco · d2 pedone del bianco · b1 alfiere del bianco · d1 cavallo del nero · f1 torre del bianco · g1 re del bianco | c8 cavallo del nero · h8 alfiere del bianco · d7 donna del bianco · e7 pedone del bianco · f7 pedone del nero · a6 alfiere del nero · b6 alfiere del nero · c6 pedone del nero · e6 cavallo del bianco · g6 pedone del nero · c5 torre del bianco · d5 pedone del bianco · f5 re del nero · g5 pedone del bianco · h5 torre del nero · d4 torre del nero · f4 pedone del bianco · d3 cavallo del bianco · h3 pedone del bianco · d2 pedone del bianco · b1 alfiere del bianco · d1 cavallo del nero · f1 torre del bianco · g1 re del bianco | c8 cavallo del nero · h8 alfiere del bianco · d7 donna del bianco · e7 pedone del bianco · f7 pedone del nero · a6 alfiere del nero · b6 alfiere del nero · c6 pedone del nero · e6 cavallo del bianco · g6 pedone del nero · c5 torre del bianco · d5 pedone del bianco · f5 re del nero · g5 pedone del bianco · h5 torre del nero · d4 torre del nero · f4 pedone del bianco · d3 cavallo del bianco · h3 pedone del bianco · d2 pedone del bianco · b1 alfiere del bianco · d1 cavallo del nero · f1 torre del bianco · g1 re del bianco | c8 cavallo del nero · h8 alfiere del bianco · d7 donna del bianco · e7 pedone del bianco · f7 pedone del nero · a6 alfiere del nero · b6 alfiere del nero · c6 pedone del nero · e6 cavallo del bianco · g6 pedone del nero · c5 torre del bianco · d5 pedone del bianco · f5 re del nero · g5 pedone del bianco · h5 torre del nero · d4 torre del nero · f4 pedone del bianco · d3 cavallo del bianco · h3 pedone del bianco · d2 pedone del bianco · b1 alfiere del bianco · d1 cavallo del nero · f1 torre del bianco · g1 re del bianco | c8 cavallo del nero · h8 alfiere del bianco · d7 donna del bianco · e7 pedone del bianco · f7 pedone del nero · a6 alfiere del nero · b6 alfiere del nero · c6 pedone del nero · e6 cavallo del bianco · g6 pedone del nero · c5 torre del bianco · d5 pedone del bianco · f5 re del nero · g5 pedone del bianco · h5 torre del nero · d4 torre del nero · f4 pedone del bianco · d3 cavallo del bianco · h3 pedone del bianco · d2 pedone del bianco · b1 alfiere del bianco · d1 cavallo del nero · f1 torre del bianco · g1 re del bianco | 1 |
|   | a | b | c | d | e | f | g | h |   |

Soluzione:
Chiave: 1. Tb5!  (minaccia 2. Cec5#)

1. ...Txd5  2. Cf2#

1. ...Txf4  2. Cdc5#